# Bažantník
Bažantník je přírodní rezervace poblíž bývalých lázní Sedmihorky jihozápadně od obce Karlovice v okrese Semily. Oblast spravuje Agentura ochrany přírody a krajiny ČR – regionální pracoviště Liberecko.

## Předmět ochrany
Důvodem ochrany je fragment lipové doubravy a na ni navazující olšiny a mokřadu na břehu rybníka Bažantník (rybník sám není do chráněného území zahrnut). Hlavním předmětem ochrany jsou biotopy zvláště chráněných druhů rostlin a živočichů, kteří se zde vyskytují.

## Odkazy

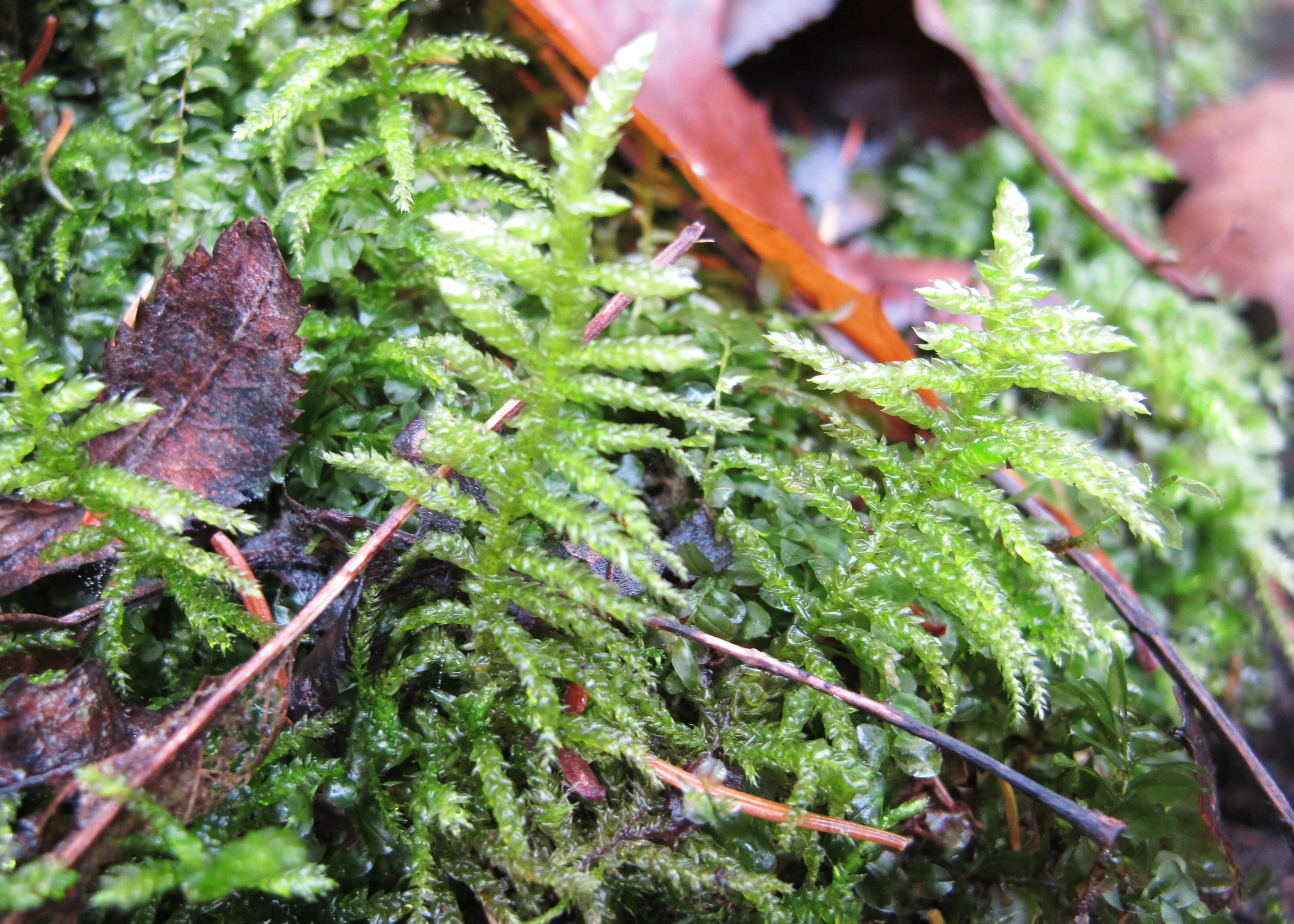
Porost rašeliníku v rezervaci